# Phlogiellus mutus
Phlogiellus mutus é uma espécie de aranha, pertencente à família Theraphosidae (tarântulas).